# Anton Raphael Mengs
Anton Raphael Mengs (Aussig, 12 marzo 1728 – Roma, 29 giugno 1779) è stato un pittore, storico dell'arte e critico d'arte tedesco, attivo anche a Roma, Napoli e Madrid.
L'artista fu acclamato da tutta Europa come il maggiore esponente del Neoclassicismo. Rinnegando la tradizione pittorica del Barocco e del Rococò, attraverso lo studio dell'antico e di Raffaello, Mengs creò composizioni di nobile semplicità, con colori chiari e brillanti.

## Biografia

### Esordi
Nato il 12 marzo 1728 ad Aussig (Ústí nad Labem, in Boemia), Anton Raphael Mengs studiò a Dresda insieme alla sorella Theresa sotto la guida del padre Ismael, pittore ufficiale della corte cittadina e artista specializzato nella miniatura e negli smalti. Fu lui a condurre il figlio a Roma, dal 1741 al 1744; qui il giovane Anton lavorò sotto la direzione di Marco Benefial, pittore orientato verso un gusto che già prelude al neoclassicismo. Nell'Urbe, inoltre, studiò le statue antiche del Belvedere, le Stanze di Raffaello e la pittura classicista del XVII secolo; di questa esperienza sopravvivono scarse testimonianze, tra le quali il disegno Le arti piangono Raffaello, conservato al British Museum di Londra, derivato da un'incisione di Carlo Maratta.
Tornato a Dresda nel 1744, Mengs venne nominato pittore di corte, eseguendo per lo più ritratti a pastello, tra cui il Ritratto di Augusto III, il Ritratto del padre e l'Autoritratto, tutti ora conservati alla Gemäldegalerie di Dresda. Nel 1746, dopo essere stato a Venezia, Parma e Bologna, fu di nuovo a Roma dove restò fino al 1749; durante questo secondo soggiorno romano Mengs si convertì alla religione cattolica e sposò una popolana romana, Margarita Quazzi. Ancora a Dresda, su incarico di Augusto III, realizzò nel 1750 Il sogno di Giuseppe e La vittoria della religione cristiana per la Hofkirche.

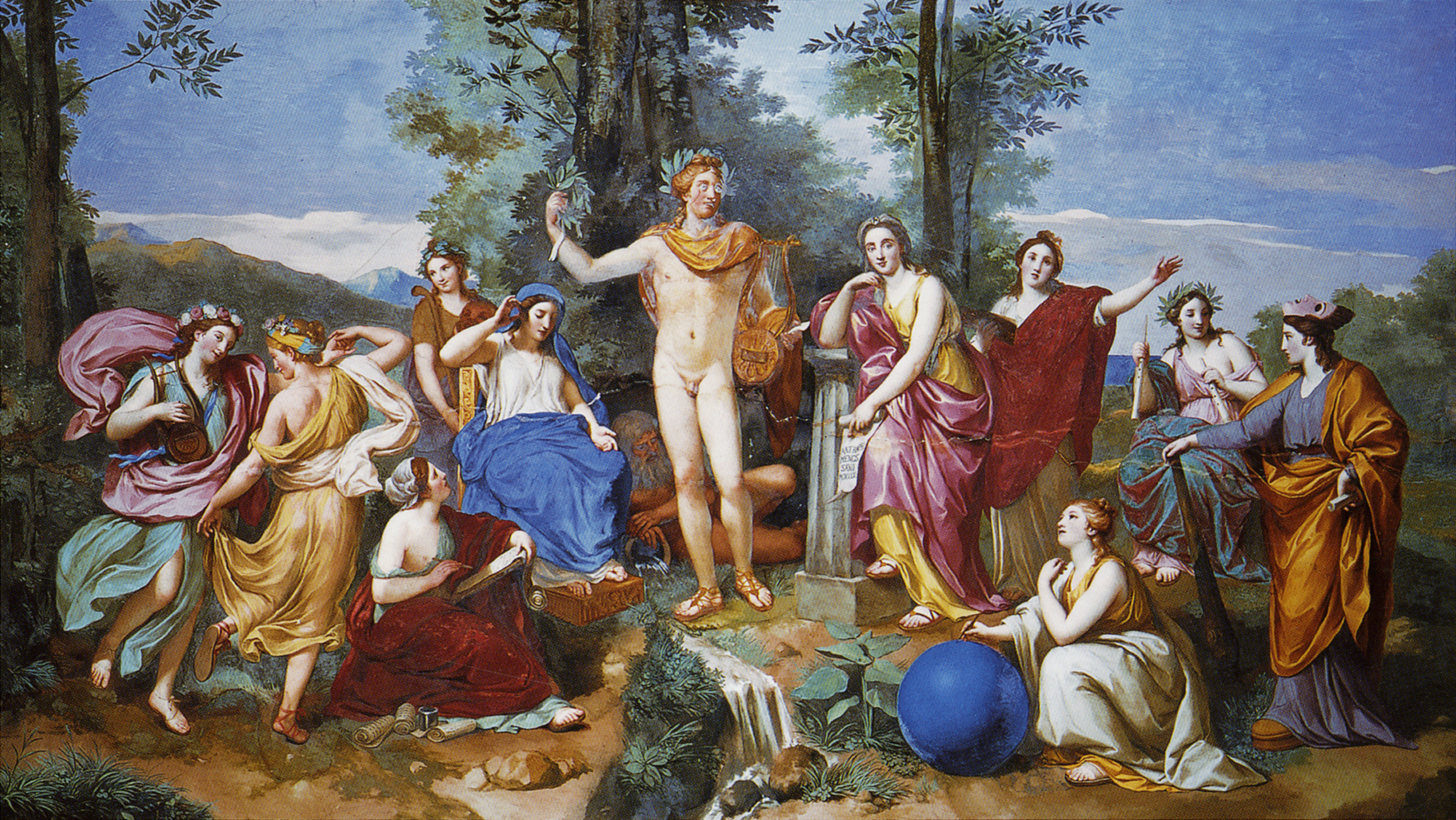
Anton Raphael Mengs, Parnaso (1761); affresco, 313 × 580 cm, villa Albani, Roma

### Il successo
Dopo un soggiorno veneziano nell'inverno del 1751 Mengs tornò nuovamente a Roma, per dipingere a diretto contatto con i capolavori classici la pala con l'Ascensione destinata all'altar maggiore della Hofkirche, che però terminerà solo nel 1766. Accolto nell'Accademia di San Luca, dopo un iniziale periodo di diffidenza, di cui scrisse: «Non vidi altro che invidia, le scuole divise in sette, e Roma ridotta in un labirinto, in cui quasi necessariamente dovevo perdermi», entrò nelle grazie del cardinale Alessandro Albani, nipote di papa Clemente XI.
Grazie all'intercessione del cardinale Albani il duca di Northumberland gli commissionò la copia dell'affresco raffaellesco con la Scuola d'Atene, finita nel 1755. Alla fine di quest'ultimo anno conobbe Johann Joachim Winckelmann, del quale godette l'amicizia per il comune interesse per le antichità romane: l'affiatamento con il Winckelmann fu tale che questi lo definì perfino «il maggior artista del suo tempo e forse anche dei tempi a venire».
Di questo periodo molto proficuo per il Mengs si ricordano la Danzatrice greca ed il Filosofo, commissionati dal marchese Croixmare (1755-56), andati perduti e noti da due disegni preparatori oggi a Karlsruhe; il Giudizio di Paride (1756 circa), esposto all'Ermitage di San Pietroburgo e l'affresco con Gloria di sant'Eusebio (1757-58), destinato all'omonima chiesa romana; la Presentazione della Vergine al Tempio (1757), dipinto per la Cappella Palatina della Reggia di Caserta e andato distrutto durante la seconda guerra mondiale.
Nel 1761 Mengs ultimò un'opera destinata ad assicurargli rinomanza europea: si tratta dell'affresco del Parnaso per il salone della villa del cardinale Alessandro Albani, presso porta Salaria. Nell'affresco, in cui il cardinale è rappresentato come Apollo, in quanto protettore delle arti, Mengs tende a creare una composizione perfettamente composta e semplificata quasi priva di profondità e movimento, con citazioni tratte dalla statuaria antica, affreschi di Ercolano e dai dipinti di Raffaello.
L'elemento più dinamico è costituito da due danzatrici, motivo derivante dalle coeve scoperte archeologiche, tra cui gli affreschi rinvenuti nella cosiddetta villa di Cicerone a Pompei. Nell'impostazione formale e nella disposizione delle figure si possono invece cogliere riferimenti al Parnaso di Raffaello affrescato nella Stanza della Segnatura in Vaticano. Nel 1760 eseguì a Napoli il ritratto di Ferdinando IV bambino. 

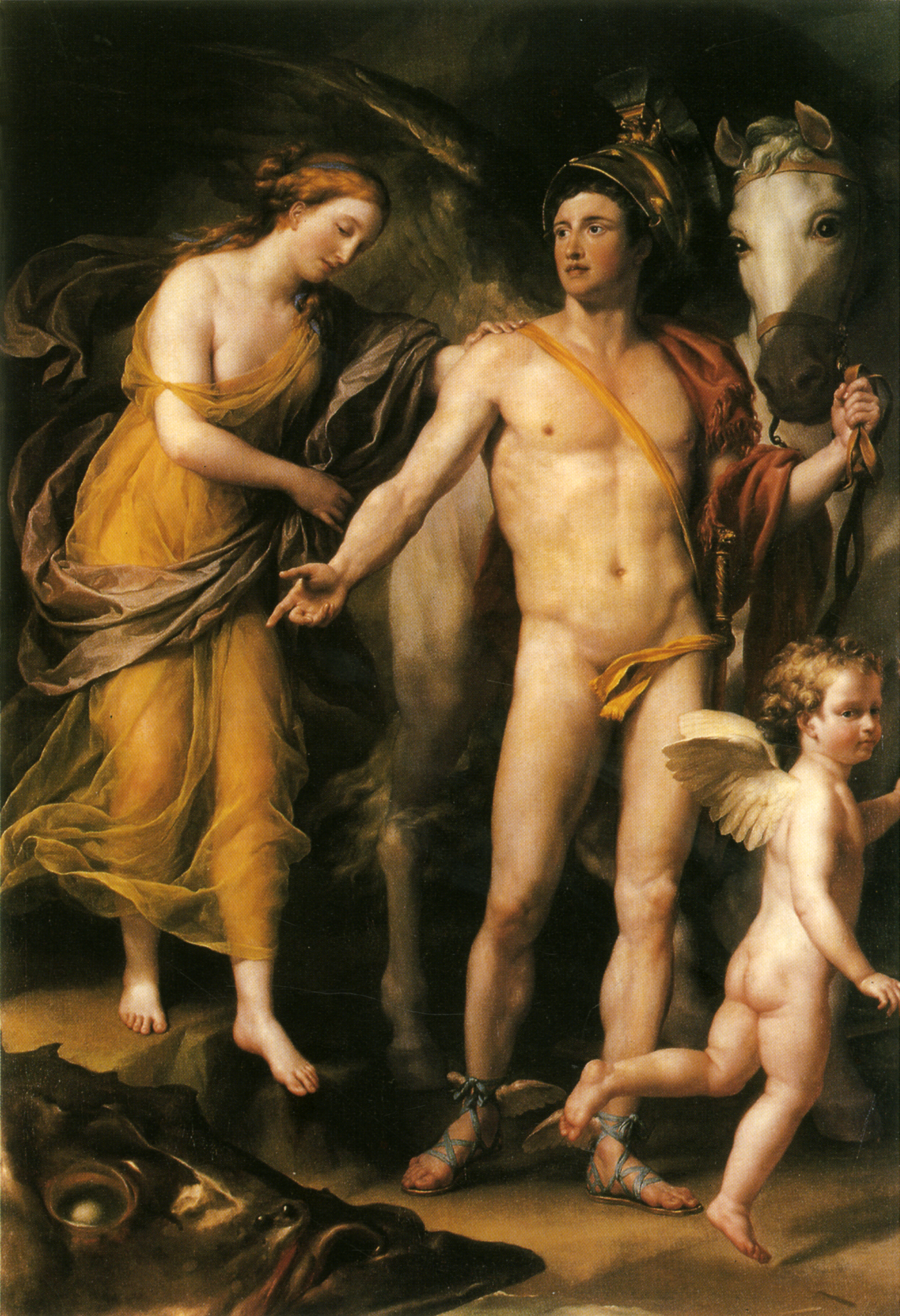
Anton Raphael Mengs, Perseo e Andromeda (tra il 1763 e il 1766); olio su tela, 227 × 153,5 cm, museo dell'Ermitage, San Pietroburgo.

Mengs formalizzò la propria visione sull'arte con la pubblicazione del trattato Gedanken über die Schönheit und über den Geschmack in der Malerei nel 1762 a Zurigo. In quest'opera l'artista teorizzò l'imitazione dei grandi maestri come l'unico strumento in grado di raggiungere la bellezza ideale, quella che non esiste in natura, ma ch'è il frutto di una scelta di ciò che in natura è migliore; si scagliò, inoltre, contro la pittura del Seicento e del Settecento, condannando della prima l'uso del chiaroscuro e l'eccessivo patetismo drammatico e religioso e della seconda le tematiche prive di intenti morali ed educativi.

### Ultimi anni
Da Napoli, dove si era intrattenuto nel frattempo, Mengs nel 1761 si recò a Madrid, chiamato dal re Carlo III di Spagna; presso la città madrilena l'artista, scontratosi con la fantasmagorica pittura di Giovan Battista Tiepolo, decorò le sale del Palazzo Reale, con gli affreschi raffiguranti l'Aurora e l'Apoteosi di Ercole (completati tuttavia dopo il 1774).
Abbandonata la capitale spagnola, fu a Genova a fine marzo 1770 e vi realizzò un solo dipinto, il Ritratto di Tommasina Balbi Cambiaso. Nel 1771, tornato a Roma, Mengs ebbe la carica di Principe dell'Accademia di San Luca, che in questo modo intese abbracciare definitivamente i nascenti principi neoclassici, con un rifiuto netto al barocco; l'anno successivo dipinse l'Allegoria della Storia per la camera dei papiri in Vaticano. Nel 1773, dopo un breve soggiorno a Napoli, Mengs si recò nuovamente a Madrid, ma le precarie condizioni di salute lo costrinsero a ritornare a Roma, dove giunse nel 1777.
Anton Raphael Mengs morì a Roma il 29 giugno 1779; è sepolto nella chiesa dei Santi Michele e Magno in un sepolcro realizzato da Vincenzo Pacetti.

## Stile

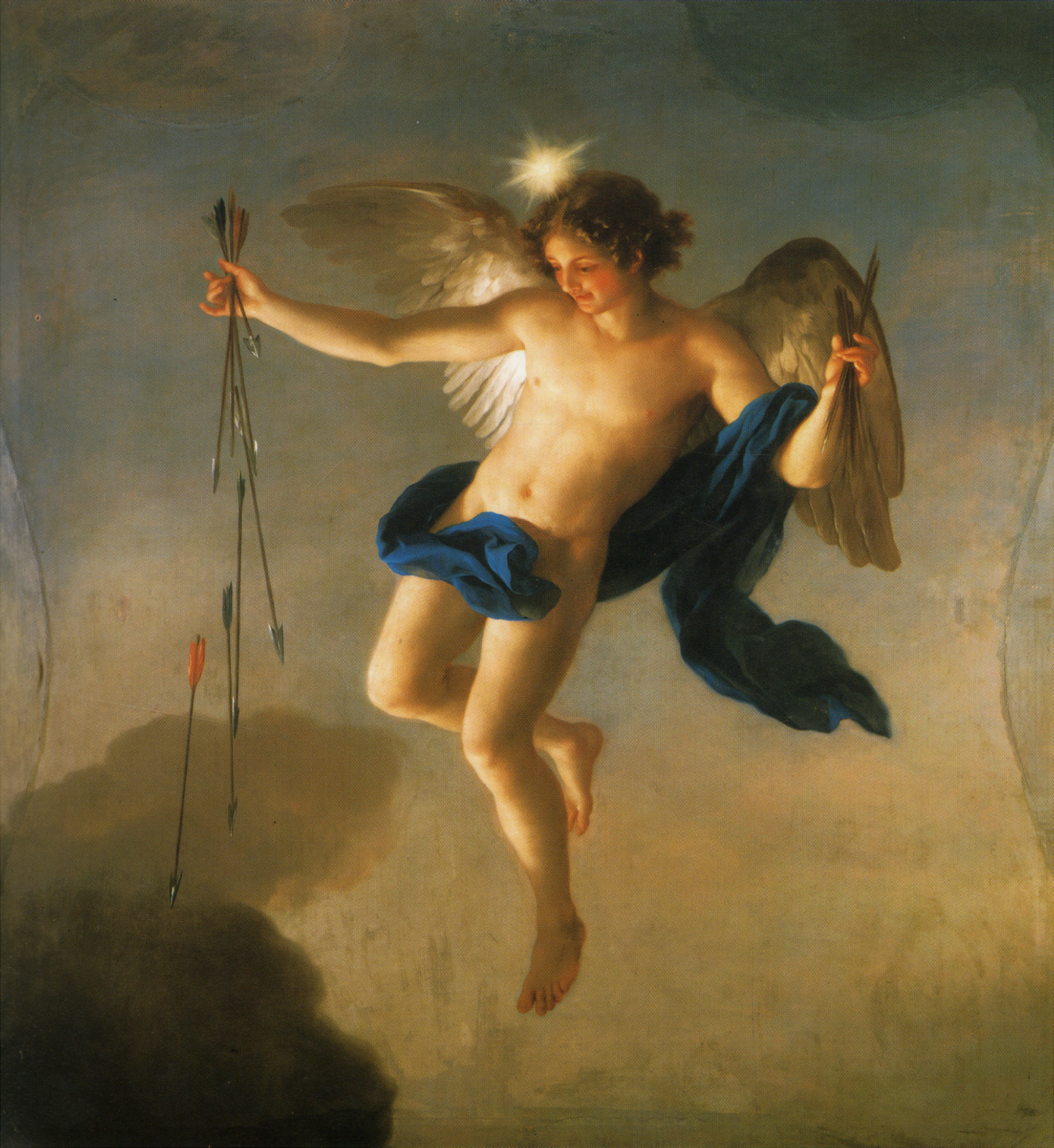
Anton Raphael Mengs, Espero come personificazione della sera (1769); olio su tela, 192 x 180 cm, Galería de las Colecciones Reales, Madrid.

Celebre già in vita (era ritenuto dai contemporanei quale il maggiore pittore d'Europa) Anton Raphael Mengs è stato uno dei protagonisti del Neoclassicismo; in tal senso, i suoi quadri si possono considerare la trasposizione in pittura delle teorie predicate dall'amico Johann Joachim Winckelmann.
La produzione di Mengs si allaccia infatti ai principi fondamentali del neoclassicismo. Le sue opere, non a caso, sono caratterizzate da composizioni molto equilibrate e simmetriche, da un disegno nitido (come Winckelmann, Mengs sostiene la superiorità della linea sul colore) e da una tavolozza composta da cromie molto accese e vivaci, in contrapposizione alle tinte tenui del Rococò. Con questi caratteri Mengs tendeva a raggiungere uno stato di «bellezza sublime», condivisa da altri pittori classicisti residenti a Roma nel Seicento, quali Andrea Sacchi e Nicolas Poussin.

Il discorso artistico di Mengs, oltre ad interessare le dottrine neoclassiche, si basa anche su una revisione critica dell'opera di Correggio, Raffaello e Tiziano: in quest'analisi l'artista maturò un atteggiamento insofferente all'arte gotica ed orientale, che lo portò poi a criticare aspramente le opere di Michelangelo, Gian Lorenzo Bernini ed Alessandro Algardi. Lo stesso Mengs, nei Gedanken über die Schönheit und über den Geschmack in der Malerei, scrisse: 
Mengs, infine, fu un ritrattista acuto e penetrante, a tal punto da segnalarsi come uno dei massimi protagonisti della scena ritrattistica romana insieme ad Angelica Kauffmann e Pompeo Batoni, suo rivale. In tal senso, Onorato Caetani non mancò di lodare l'essenzialità e l'introspezione della pittura di Mengs: «Mengs mi ha dipinto e letto nella mia fisionomia il carattere; che voi vedete nelle mie lettere, Batoni mi ha dipinto con quella fisionomia con la quale io mi nascondo. Insomma Mengs mi ha dipinto come mi conosce Mr de Felice [il corrispondente del Caetani], Batoni come mi conosce Roma».